# Microtus brachycercus
Espèce
Statut de conservation UICN

 LC  : Préoccupation mineure
Microtus brachycercus est une espèce de rongeurs de la famille des Cricetidae endémique d'Italie.